# Europeana
Europeana je evropska digitalna knjižnica z digitaliziranimi slikami, besedili ter zvočnimi in video posnetki.
Portal je postal javno dostopen 21. novembra 2008, vendar se takoj po otvoritvi zaradi  nepričakovanega navala sesul. Stran je obiskalo okoli deset milijonov uporabnikov na uro.

## O Europeani
Europeana ponuja dostop do evropskih kulturnih zakladov v digitalni obliki. Poleg gradiv knjižnic ponuja tudi gradivo muzejev, arhivov in multimedijskih arhivov (npr arhivov radia in televizije, filmskih arhivov itd). Vsebina se na Europeano steka iz različnih virov, pri tem pa digitalni objekti niso shranjeni na osrednjem  strežniku Europeane, temveč ostajajo na strežnikih kulturnih ustanov, ki gradiva zbirajo. Za uporabnike slednje  pomeni, da si lahko na Europeani ogledajo pomanjšano sliko objekta z metapodatki, s klikom na povezavo pa si lahko ogledajo vsebino v originalnem okolju, to je strežniku ustanove, ki je prispevala vsebino. Partnerske institucije tako ohranijo popoln nadzor nad svojimi digitalnimi vsebinami.
Europeana, trenutno omogoča dostop do 15 milijonov digitalnih vsebin. Med najzanimivejše gradivo posameznih držav članic sodijo: posnetki padca berlinskega zidu, fotografije hiše in grobnice italijanskega fizika in astronoma Galilea Galileja, portret Alfreda Nobela, notne partiture Wolfganga Amadeusa Mozarta, dela Sibeliusa, Rože zla pesnika Baudelaira, risbe Leonarda da Vincija, Vermeerjeva slika Dekle z bisernim uhanom…
O slovenskem prispevku v Europeano so govorili na konferenci Slovenske digitalne kulturne vsebine 
Europeano lahko uporabljamo v več jezikih, tudi v slovenščini. Omogoča iskanje v skoraj vseh uradnih jezikih EU, tako da lahko iskalci uporabljajo stran v svojem jeziku.
V načrtu je tudi nekaj večjih nadgradenj Europeane, vključno z razvojem programskih vmesnikov, virtualnimi razstavami ter izboljšavami iskalnika.

## O projektu
Obsežni vseevropski projekt je leta 2005 začela Evropska komisija, pri njem pa je tesno sodelovalo več kot 1500 kulturnih ustanov in organizacij iz vseh 27 držav članic EU, med njimi tudi institucije svetovnega kova, kot so pariški Louvre, amsterdamski Rijksmuseum ter londonski Natural History Museum,. Razen tega je Europeana praktično edini javno financirani projekt, ki lahko konkurira raznim komercialnim pobudam za digitalizacijo (Google Books itd.).
Razvoj Europeane je povezan s številnimi EU projekti: Europeana Local, Europeana Travel, Europeana 1.0, CACAO, Europeana Film, ARROW, Europeana Connect, EuropeanaNet idr. Za upravljanje in sodelovanje z organizacijami, ki prispevajo vsebine, skrbi za to ustanovljena fundacija EDL Office, pri Koninklijke Bibliotheek, nacionalni knjižnici Nizozemske.